# Mongi Slim

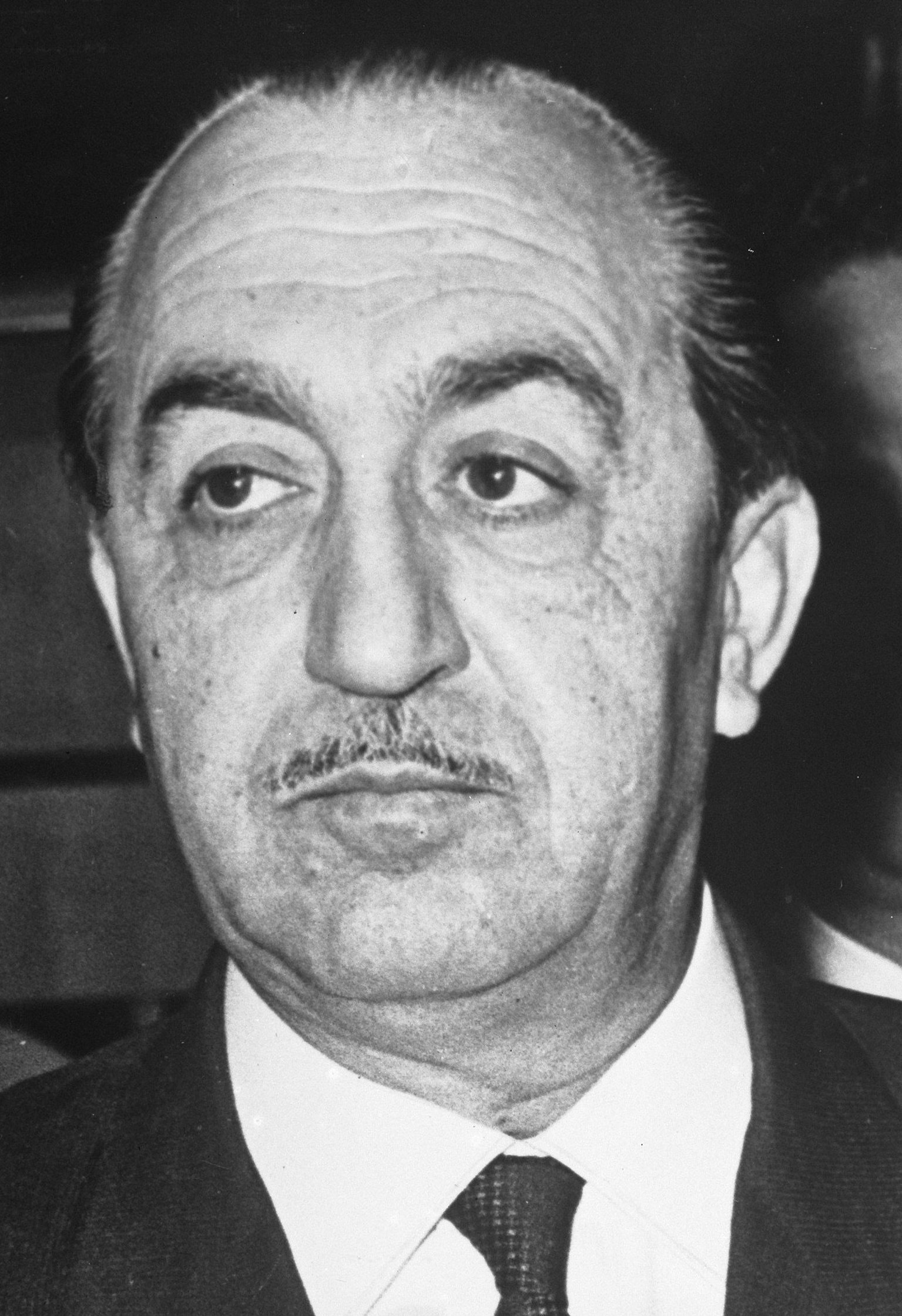
Mongi Slim (1961)

Mongi Slim (arabisch المنجي سليم, DMG al-Munǧī Salīm; * 1. September 1908; † 23. Oktober 1969 in Tunis) war ein tunesischer Politiker und Diplomat.
Nach dem Jurastudium in Paris wurde er Mitglied der nationalistischen Partei Tunesiens, in der von 1936 bis 1946 wichtige Posten übernahm. 1950 übernahm er den Botschafterposten in den Vereinigten Staaten. 1954 wurde er Chefunterhändler für die Pariser Verhandlungen, die zu Tunesiens Autonomie 1955 führte. Als Innenminister nahm er an den weiteren Verhandlungen in Paris teil, die auch in der Unabhängigkeit seines Landes resultierten.
Nach dem UNO-Beitritt seines Landes war er Chef der tunesischen Delegation bei den Vereinten Nationen. Als ständiger Vertreter Tunesiens war er Mitglied des UN-Sicherheitsrates (1959/60). Von 1961 bis 1962 war er Präsident der UN-Generalversammlung.
Von 1962 bis 1964 war er tunesischer Außenminister.